# Pistola radar

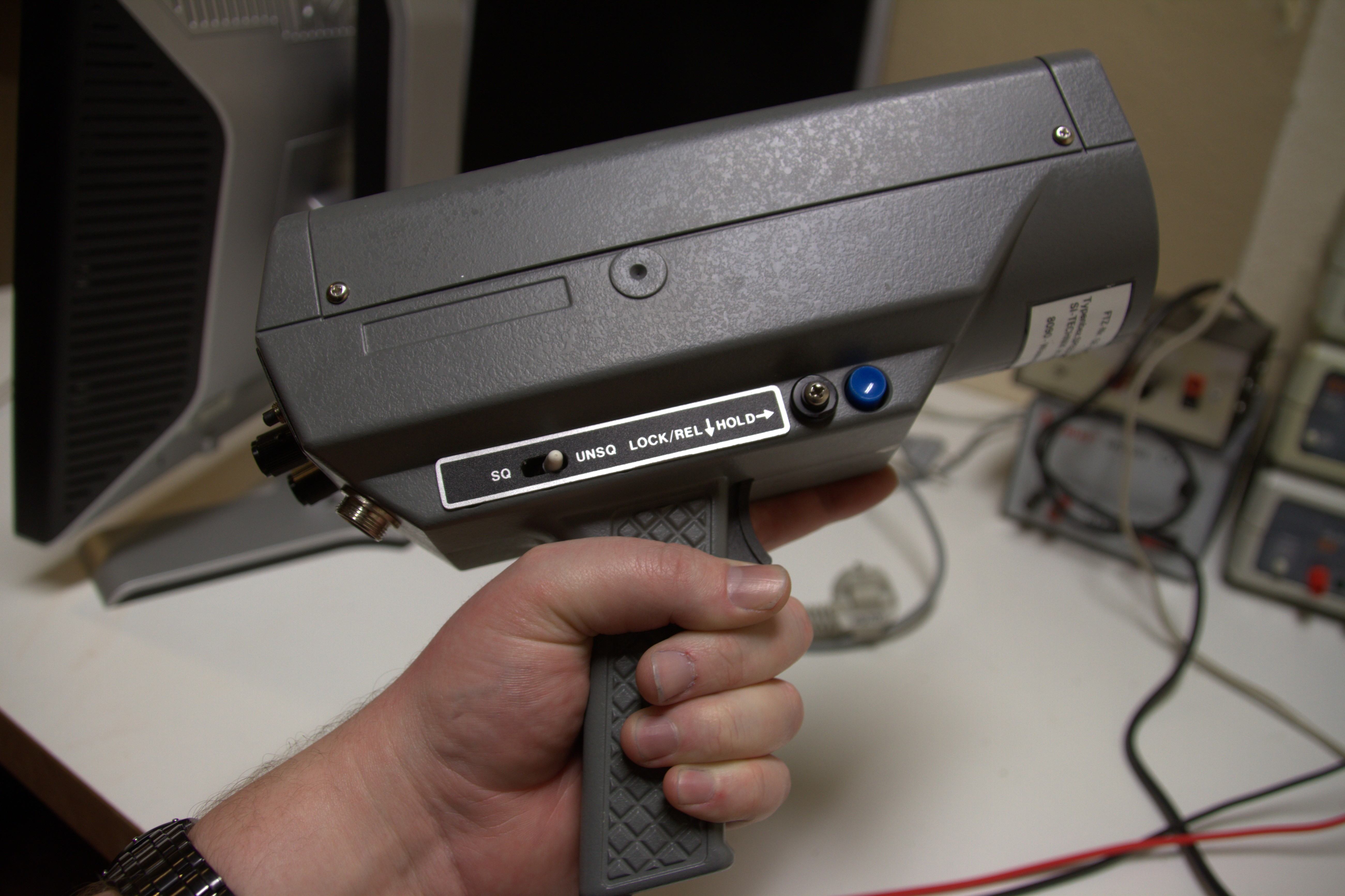
pistola de radar de mà

El radar de pistola o pistola de radar, és un dispositiu que s'utilitza per mesurar la velocitat d'objectes en moviment, i s'utilitza tant en l'aplicació de la llei com en la professió de l'anàlisi estadístic, com ara mesurar la velocitat d'un jugador de futbol, de beisbol o la velocitat de la pilota de cricket, tennis o altres esports.
És un tipus de radar Doppler que utilitza l'efecte Doppler per mesurar la velocitat dels objectius detectats dins del rang de cobertura direccional de l'antena. L'efecte Doppler augmenta o disminueix la freqüència rebuda en funció de la velocitat radial de l'objectiu dins del feix, la qual cosa permet mesurar la velocitat de l'objectiu d'una manera directa i amb alta precisió. Les mides d'aquesta pistola varien. Hi han pistoles portàtils, instal·lades al cotxe o instal·lada al carrer.

## Història
El radar de pistola va ser inventat per John L. Barker Sr. i Ben Midlock, que van desenvolupar un radar per a l'exèrcit mentre treballaven, durant la Segona Guerra Mundial, per a l'Automatic Signal Company (més tard Automatic Signal Division de LFE Corporation) a Norwalk, CT. Originalment, la Grumman Aircraft Corporation va demanar ajut a l'Automatic Signal Company per investigar un problema específic dels danys del tren d'aterratge del llegendari avió amfibi PBY Catalina.
Barker i Midlock van construir una unitat de radar Doppler a partir de llaunes de cafè soldades per fer ressonadors de microones. La unitat es va instal·lar al final de la pista, a les instal·lacions de Grumman's Bethpage, NY, i apuntava directament cap amunt per mesurar la taxa d'enfonsament del tren d'aterratge dels PBY. Després de la guerra, Barker i Midlock van provar el radar al Merritt Parkway.
El 1947, la tecnologia va ser provada per la policia estatal de Connecticut, i va començar a utilitzar-se inicialment per a enquestes de trànsit i per emetre advertències als conductors amb una velocitat excessiva. A partir del febrer de 1949, la policia estatal va començar a posar multes per excés de velocitat als cotxes que superaven el límit de velocitat legal en funció de la velocitat registrada pel dispositiu de radar. El 1948, aquesta tècnica es va utilitzar a Garden City, Nova York.

## Funcionament

### Efecte Doppler
La pistola de radar, com qualsevol radar, consta d'un transmissor i un receptor. S'envia un paquet de senyals en un rang estret i després es rep de nou després de colpejar l'objecte la velocitat del qual es vol mesurar, a una freqüència lleugerament diferent. Aquest fenomen s'anomena efecte Doppler, que és un canvi aparent en la freqüència o la longitud d'ona quan les ones són observades per un observador en moviment en relació amb la font de l'ona.
{\displaystyle {v}={\frac {\Delta f}{f}}{\frac {c}{2}}\,}
On:c és la velocitat de la llum.f és la freqüència transmesa.Δ f és la diferència entre la freqüència transmesa i rebuda.A partir de l'equació, trobem que la velocitat és directament proporcional a la diferència de freqüència.

### Radar fix
Aquest tipus mesura la velocitat de l'objecte en moviment en relació amb l'objecte del radar, per la qual cosa ha de ser estable per donar lectures correctes. Es basa en comparar les ones reflectides de l'objecte en moviment amb les ones originals emeses per l'objecte del radar.

### Radar mòbil
El radar mòbil es distingeix del radar fix perquè compara la diferència entre el senyal reflectit del vehicle la velocitat del qual s'ha de determinar amb els senyals reflectits d'objectes fixos a la carretera, com ara la superfície de la carretera, etc. En lloc de comparar el senyal reflectit del cotxe la velocitat del qual ha de ser determinada per les ones del radar.

### Normes de disseny
Hi ha molts tipus de radar de pistola:
- X El seu rang és de 8 a 12 GHz, i el seu ús s'ha reduït perquè envia senyals molt forts que es poden detectar fàcilment.
- K: E I el seu rang és de 18 a 27 GHz.
- Ka Té un rang de 27 a 40 GHz i és el radar més utilitzat per les forces de l'ordre.

Molts conductors han instal·lat detectors de radar per avisar-los dels paranys de velocitat a la carretera. Aquests detectors són il·legals en alguns llocs.

## Limitacions

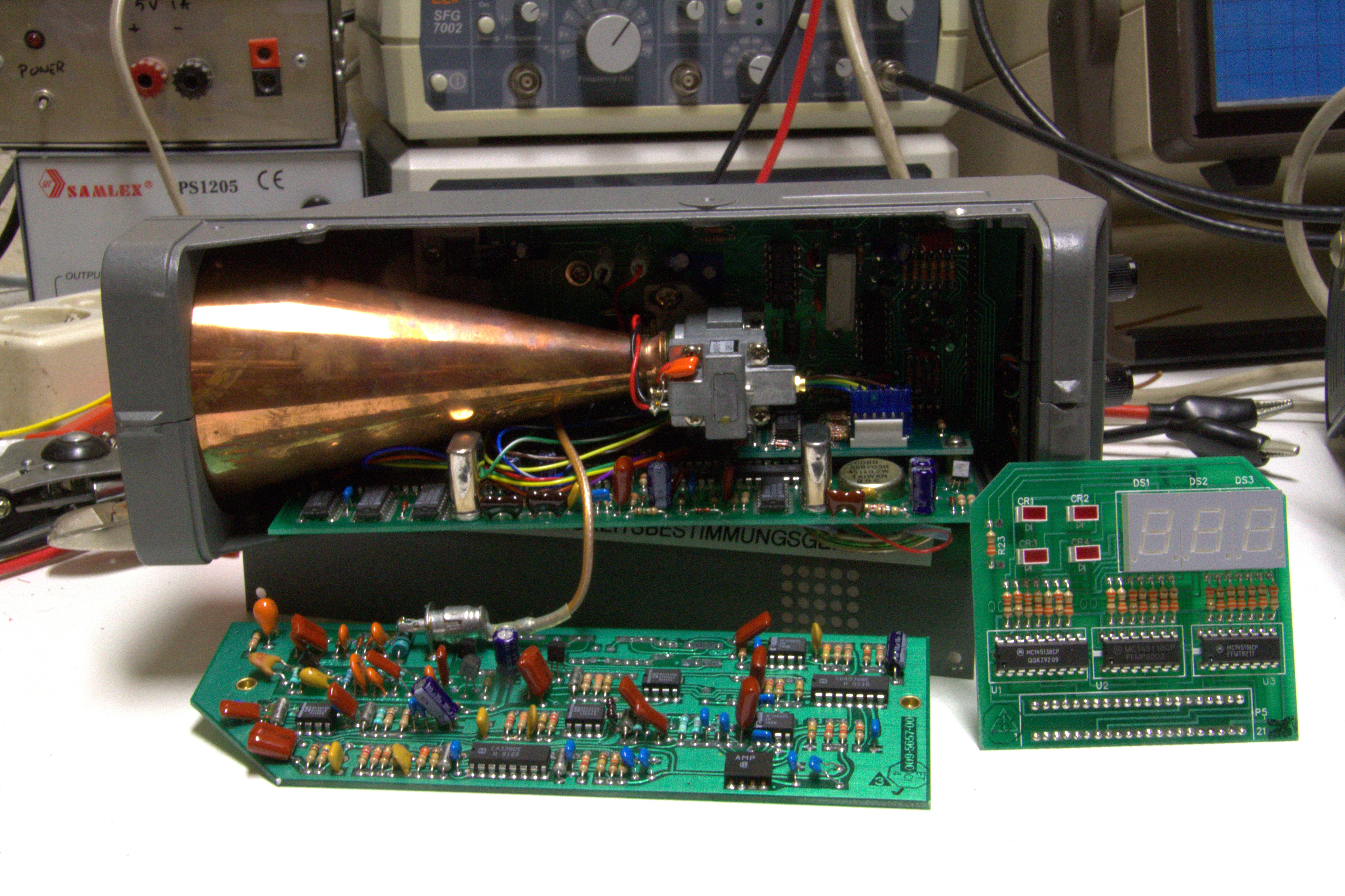
Instal·lant el radar des de l'interior, i a la dreta hi ha un doble canal utilitzat per generar ones electromagnètiques

La majoria dels radars de mà funcionen amb piles.

### Mida
La principal limitació del radar portàtil és la mida. S'ha de tenir en compte la longitud de l'antena per cobrir la major superfície possible i per donar lectures correctes. La majoria de les antenes de mà tenen unes dues polzades (uns 5,1 cm) de diàmetre.

### Distància
La distància és la segona limitació per a l'ús del radar d'ona contínua. Els acceleròmetres tenen un rang específic que cal especificar. Els dispositius de mesura necessiten una càmera en la majoria dels casos perquè hi ha més d'un objecte al camp de visió.El radar d'ones connectades es pot apuntar a un vehicle a 100 metres de distància, però ofereix als seus lectors la velocitat d'un altre vaixell a 1 milla de distància.

### Medi ambient
El medi ambient és una de les restriccions més importants, el cos del radar s'ha d'amagar entre arbres o sobre una branca, i s'ha de tenir en compte que pot ser detectat per l'aire des d'un avió, sobretot si hi ha un aeroport a prop. No obstant això, el factor humà és la limitació més important, i els operaris s'han de formar en l'ús òptim de l'equip.

## Equips moderns

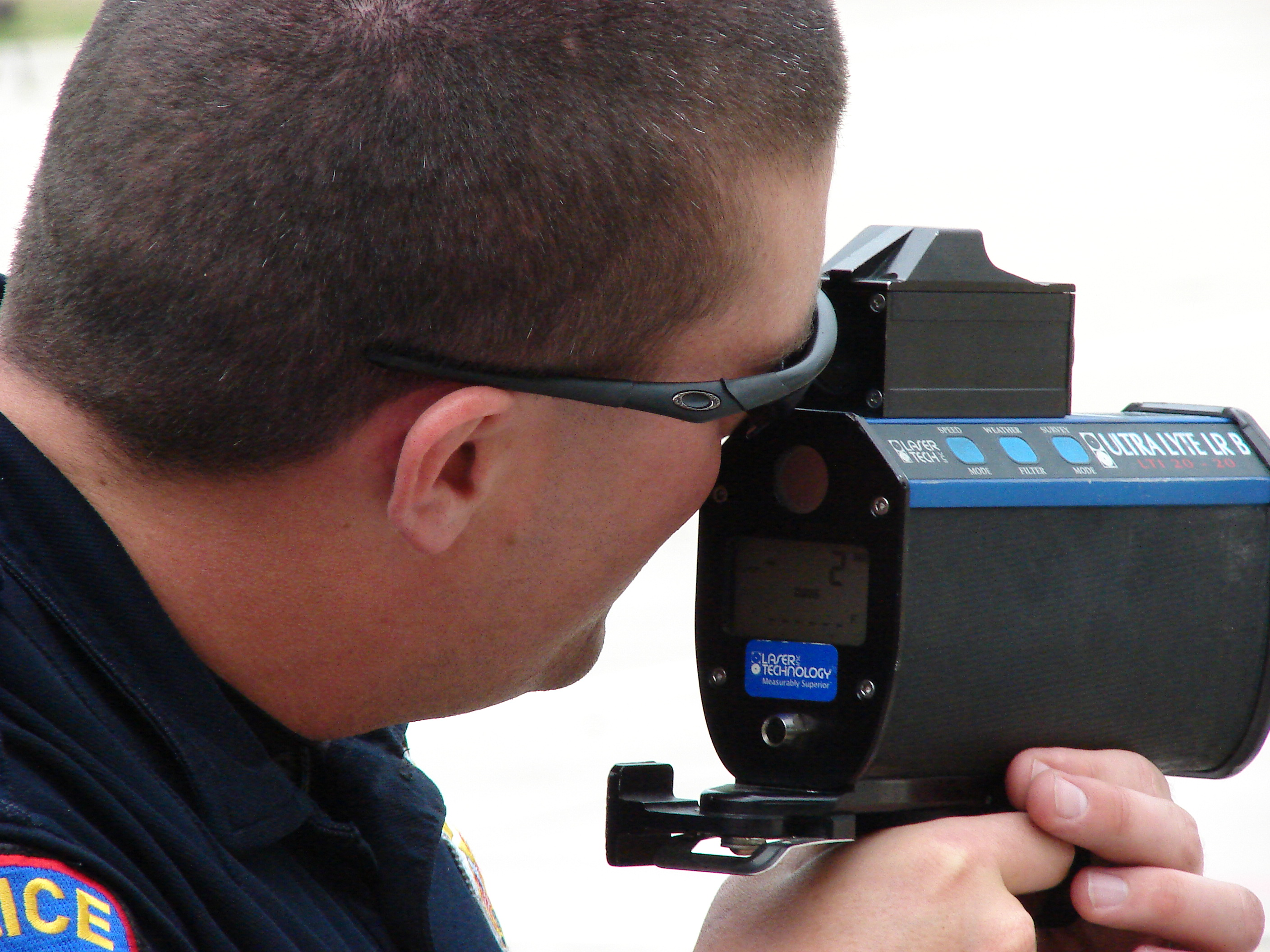
Un policia utilitza una pistola de radar làser LTI-20/20.

Els dispositius làser, com ara una pistola de velocitat LIDAR, són capaços de produir mesures fiables d'abast i velocitat en entorns típics de trànsit urbà i suburbà sense la limitació de l'estudi del lloc i les càmeres. Això és fiable en el trànsit de la ciutat perquè LIDAR té una direccionalitat similar a una arma de foc típica perquè el feix té la forma d'un llapis que només produeix mesures a partir de l'objecte al qual ha estat dirigit.
Els radars moderns disparen la càmera per fent varies fotos quan un objecte supera la velocitat permesa. Es fan servir dues imatges per determinar la velocitat del vehicle mitjançant senyals fotogràfics d'escaneig de carreteres. La pistola de velocitat s'utilitza regularment a Cricket, per determinar la velocitat d'un bowl.